# Zaugline
Zaugline (cyr. Зауглине) – wieś w Serbii, w okręgu zlatiborskim, w gminie Bajina Bašta. W 2011 roku liczyła 279 mieszkańców.